# Carne de cabaret
Carne de cabaret és una pel·lícula estatunidenca de 1931 dirigida per Christy Cabanne i Eduardo Arozamena i protagonitzada per Lupita Tovar, Ramón Pereda i René Cardona. Produïda per Columbia Pictures, era la versió en castellà de la pel·lícula Ten Cents a Dance també del 1931.

## Argument
Els homes paguen un cèntim per ballar amb la Drothy i els seus companys de ball. Quan es casa amb l'Eddie planeja deixar de ballar. Però abans de fer-ho, coneix un home bonic i ric.